# Бруннер, Отто (историк)
Отто Бруннер (Otto Brunner; 21 апреля 1898, Мёдлинг — 12 июня 1982, Гамбург) — австрийский историк-медиевист, один из самых влиятельных немецких историков XX века.
Эмерит-профессор Гамбургского университета, прежде профессор Венского университета, являлся главою Австрийского института исторических исследований (до 1945). Член АН в Вене, Майнце и Баварии. Основная работа — «Земля и господство» (Land und Herrschaft; 1939, переизд. 1942, 1943, 1959, 1963, 1990).
Указывается последователем представлений Карла Шмитта. Лауреат престижной Верденской премии (1941). Член НСДАП с 1943 г.
В 1916 г. на год ушел в армию добровольцем. Учился у Отмара Шпанна.
Являлся сторонником Гитлера и аншлюса; его характеризуют «пылким приверженцем нацистского режима». Именно в предвоенные годы его авторитет историка достиг своего пика. Как отмечают, Бруннер переписывал историю Германии так, что появление Третьего рейха можно было понять как возвращение к отношениям раннесредневековых немцев на немецкой земле. При этом его аргументацию называют «несомненно расистской, псевдоисторической и геополитической». В годы войны получил звание гауптмана.
В 1948 году был вынужден уйти в отставку из Венского университета.
В 1950-х (в 1954-м), благодаря личным связям, он сумел возобновить свою профессиональную карьеру в ФРГ. Особенно энергично его поддержал для того его предшественник в Гамбургском университете Hermann Aubin. Ко второй половине 1950-х Бруннеру удалось восстановить свой научный авторитет. В 1958 году он станет деканом, в 1959/60 президент Гамбургского университета. Почетный доктор университетов Гейдельберга и Мюнстера.
Обстоятельно исследовал его творчество Гади Альгази. Наиболее жестко критиковал Бруннера один из самых выдающихся немецких историков-медиевистов Peter Moraw, заявлявший, что «с сегодняшней точки зрения можно по праву назвать подборку им источников манипуляционной и односторонней — особенно в сравнении с широкими претензиями на обоснованность утверждений».